# Donald Whiston
Donald Francis "Don" Whiston, född 19 juni 1927 i Lynn, Massachusetts, död 11 juli 2020 i Ipswich, Massachusetts, var en amerikansk ishockeyspelare.
Whiston blev olympisk silvermedaljör i ishockey vid vinterspelen 1952 i Oslo.